# Comacchio
De stad Comacchio is gelegen in de Noord-Italiaanse regio Emilia-Romagna, in de provincie Ferrara. Comacchio ligt op een kleine afstand van de Adriatische Zee in een polderlandschap dat de naam Valli di Comacchio draagt met het gelijknamige meer en het Po-delta Park. Het is een gebied van ruim 11.000 hectare met waterplassen, landruggen en zoutmeren, die het resterende deel vormen van de immense lagune die Comacchio tot honderd jaar geleden omringde.
Het historische centrum van de stad is gebouwd op dertien eilandjes die door bruggen met elkaar verbonden zijn. De belangrijkste brug is de Treponti uit 1634 die uit vijf bogen en twee torens bestaat. Op het eerste gezicht doet Comacchio denken aan de noordelijker gelegen steden Venetië en Chioggia.

## Geschiedenis
Comacchio is van Romeinse oorsprong. In 875 werd de plaats geplunderd door een moslimvloot. Gedurende de middeleeuwen was de stad zeer welvarend dankzij de nabijheid van de stad Ravenna, de rijke visvangsten en de zoutwinning. Vanaf de 13de eeuw regeerde de familie Este over de stad. In het jaar 1500 kwam Comacchio toe aan de Kerkelijke Staat.
Tot de stad behoren ook vijf badplaatsen, de Lidi di Comacchio (Lido degli Estensi, Lido degli Scacchi, Lido di Pomposa, Lido di Spina en Porto Garibaldi). Ten zuiden van Comacchio liggen de resten van Etruskische stad Spina. Deze was in de vijfde en vierde eeuw voor Christus een van de belangrijkste havenplaatsen aan de Adriatische Zee.

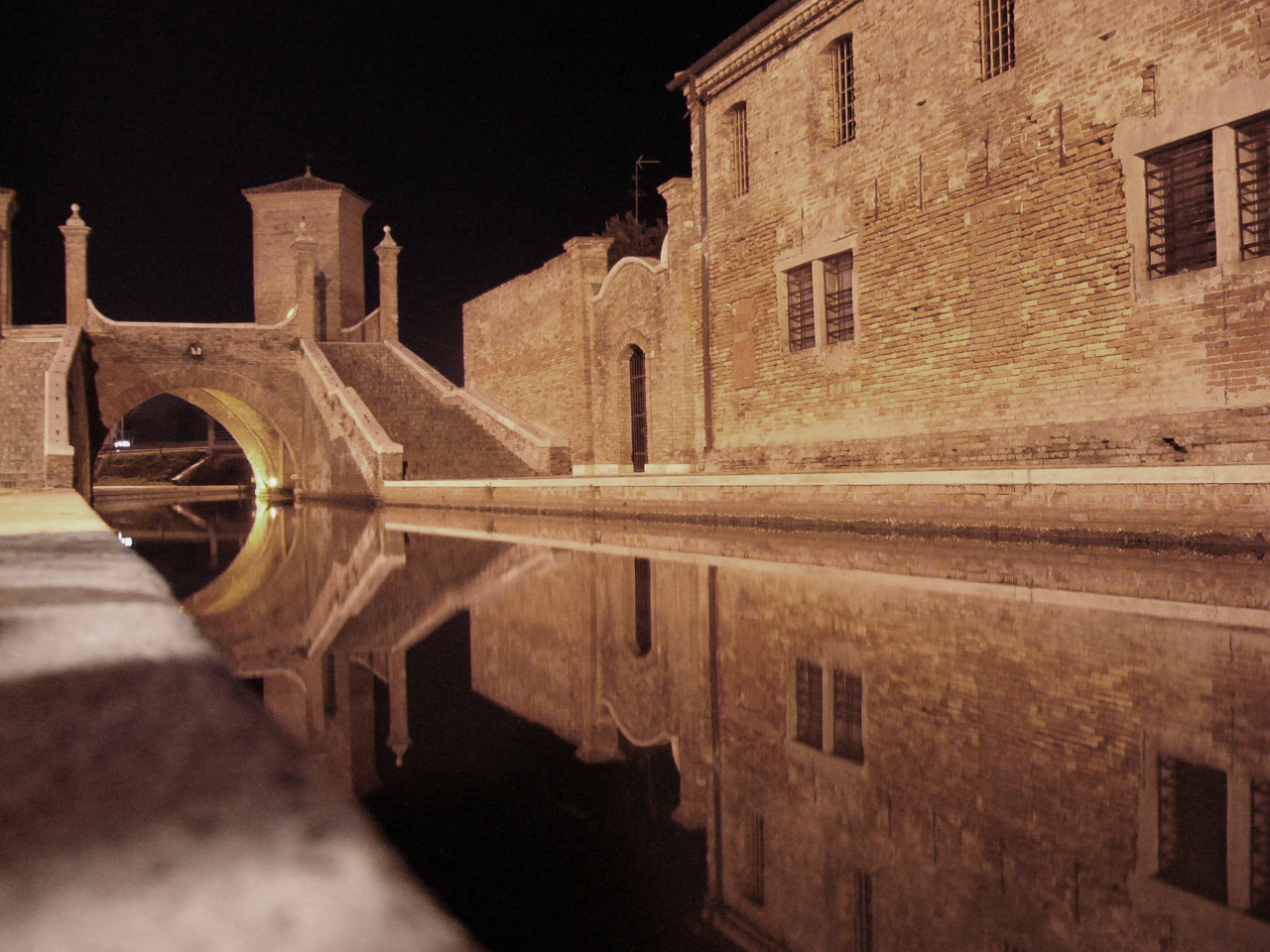
De Treponti